# Jean Claude Pingeron
Jean Claude Pingeron (ca. 1730-1795) est un littérateur français du XVIIIe siècle.

## Biographie
Né vers 1730 à Lyon, Jean Claude Pingeron embrassa la profession des armes et avec l’agrément du roi passa au service de Pologne. Il y fut employé dans le grade de capitaine d’artillerie et comme ingénieur à Zamość. Ayant obtenu la permission de revenir en France, il fut attaché au bureau des bâtiments de la couronne à Versailles et consacra les loisirs que lui laissaient ses fonctions à la culture des lettres. Il voyagea aussi en Italie, demeura plusieurs années à Rome et à Naples, parcourut avec le marquis de Néelle les échelles du Levant, Malte et la Sicile. Il fit au mois de juin 1776 le voyage de Catane au mont Gibel avec l’abbé Domenico Sestini ; mais son embonpoint excessif ne lui permit pas de gravir jusqu’au sommet du volcan, ce qui lui attira quelques plaisanteries des autres voyageurs. Il revint ensuite à Syracuse ; mais il empêcha le marquis de Néelle de s’exposer en continuant de visiter dans cette saison la partie la plus malsaine de l’île.
En 1779 il devint l’un des coopérateurs du Journal de l’agriculture, du commerce, des arts et des finances, dans lequel il inséra un grand nombre de dissertations sur des objets d’utilité publique. Lors de l’établissement du Musée, il en fut le premier secrétaire. Resté étranger aux troubles de la révolution, qui la priva de ses emplois, il mourut presque inconnu à Versailles en 1795. Pingeron était membre de l’Académie de Barcelone.

## Œuvres
Jean Claude Pingeron a traduit de l’italien :
- le Traité des vertus et des récompenses par le marquis Giacinto Dragonetti, Paris (Amsterdam), 1768, in-12. Cet ouvrage, qui a été traduit en polonais, fait pendant au Traité des délits et des peines de Beccaria, mais il n’a pas eu le même succès.
- Conseils d’une mère à son fils qui est sur le point d’entrer dans le monde, ibid., 1769, in-12. C’est un poème de madame Piccolomini-Gérardi.
- Essai sur la peinture par Algarotti, ibid., 1769, in-12 ;
- le Traité des violences publiques et particulières par Massimiliano Murena, ibid., 1769. Le traducteur y a joint une Dissertation sur les devoirs des magistrats.
- Les Abeilles, poème de Rucellai, ibid., 1770, in-8° ; Amsterdam, 1781, in-12. Pingeron l’a fait suivre d’un Traité complet sur l’éducation des abeilles, tiré des meilleurs auteurs.
- Les Vies des architectes anciens et modernes par Milizia, ibid., 1771, 2 vol. in-12. La préface contient des recherches curieuses sur l’origine et les progrès de l’architecture.
- Le Voyage dans la Grèce asiatique par l’abbé Sestini, 1789, in-8° ;
- les Lettres écrites par l’abbé Sestini à ses amis en Toscane pendant le cours de ses voyages, ibid., 1789, 3 vol. in-8° avec des notes du traducteur.

Jean Claude Pingeron a traduit de l’anglais :
- Voyage dans la partie septentrionale de l’Europe pendant les années 1768-1770 par Jos. Marshal, Paris, 1776, in-8° ;
- la Description de l’île de la Jamaïque, ibid., 1782, in-12 ;
- la Description d’une machine électrique construite et perfectionnée par Cuthberson, ibid., 1790, in-8° ;
- Expériences et recherches utiles à l’humanité, aux hospices, au commerce et aux beaux-arts, traduites de plusieurs langues et recueillies de divers voyages, trouvées dans les papiers de Pingeron, Paris, 1805, in-8°. On lui attribue encore : l’Art de faire soi-même des ballons aérostatiques, Paris, 1783, in-8°; et l’on trouve de lui divers articles dans la Bibliothèque physico-économique et dans d’autres recueils du même genre.